# Chaleins
Chaleins är en kommun i departementet Ain i regionen Auvergne-Rhône-Alpes i östra Frankrike. Kommunen ligger  i kantonen Saint-Trivier-sur-Moignans som ligger i arrondissementet Bourg-en-Bresse. Kommunens areal är 17 km². År 2022 hade Chaleins 1 436 invånare.

## Befolkningsutveckling
Antalet invånare i kommunen Chaleins
Referens: INSEE